# 上饶集中营革命烈士纪念馆
上饶集中营革命烈士纪念馆位于中国江西省上饶市信州区南郊，上饶集中营茅家岭监狱旧址旁，是国家二级博物馆。
上饶集中营自1941年3月在上饶建立，至1945年10月在福建垮台，历时四年八个月。1978年在茅家岭监狱旧址旁设立了上饶集中营革命烈士纪念馆。2005年新的烈士纪念馆落成，占地面积达1.7万平方米，建筑面积4300平方米。